# Polia leomegra
Polia leomegra är en fjärilsart som beskrevs av Smith 1908. Polia leomegra ingår i släktet Polia och familjen nattflyn. Inga underarter finns listade i Catalogue of Life.